# Piotr Boginia
Piotr Iwanowicz Boginia (ros. Пётр Иванович Богиня, ur. 20 listopada 1890, zm. 17 stycznia 1944 w Woroszyłowgradzie) – radziecki polityk.

## Życiorys
W 1923 służył w Armii Czerwonej, w 1925 został członkiem RKP(b). Od maja 1937 do czerwca 1938 był przewodniczącym Komitetu Wykonawczego Rady Miejskiej Woroszyłowgradu (obecnie Ługańsk), a od czerwca do września 1938 przewodniczącym Komitetu Organizacyjnego Prezydium Rady Najwyższej Ukraińskiej SRR na obwód woroszyłowgradzki (obecnie obwód ługański) i jednocześnie od 18 czerwca do 14 września 1938 członkiem KC KP(b)U. W 1938 został aresztowany podczas wielkiej czystki, w 1940 zwolniony, następnie mianowanym szefem obwodowego zarządu przemysłu lokalnego w Woroszyłowgradzie, później został zastępcą przewodniczącego Komitetu Wykonawczego Woroszyłowgradzkiej Rady Obwodowej.